# Fuscapex
Genre
Fuscapex est un genre de mollusques gastéropodes de la famille Eulimidae. Les espèces rangées dans ce genre sont marines et parasitent des échinodermes ; l'espèce type est Fuscapex ophioacanthicola.

## Distribution
Les espèces sont pour certaines présentes dans l'océan Pacifique, pour d'autres dans l'océan Atlantique.

## Liste d'espèces
Selon World Register of Marine Species (24 août 2017) :
- Fuscapex baptocephalus (Dautzenberg & H. Fischer, 1896)
- Fuscapex cabiochi Bouchet & Warén, 1986
- Fuscapex major Bouchet & Warén, 1986
- Fuscapex microcostellatus Bouchet & Warén, 1986
- Fuscapex ophioacanthicola Warén, 1981
- Fuscapex talismani Bouchet & Warén, 1986